# Castel Gardena
Il Castel Gardena (in tedesco Fischburg o in gardenese 'I Ciastèl) è un castello che si trova ai piedi del gruppo del Sassolungo tra i comuni di Selva e Santa Cristina Valgardena, in Alto Adige.

## Origine del nome
Il nome originario del castello, "Fischburg", significa "castello della pesca". Il nome deriva dai tanti laghetti che il proprietario del castello aveva fatto scavare per allevare trote.

## Storia

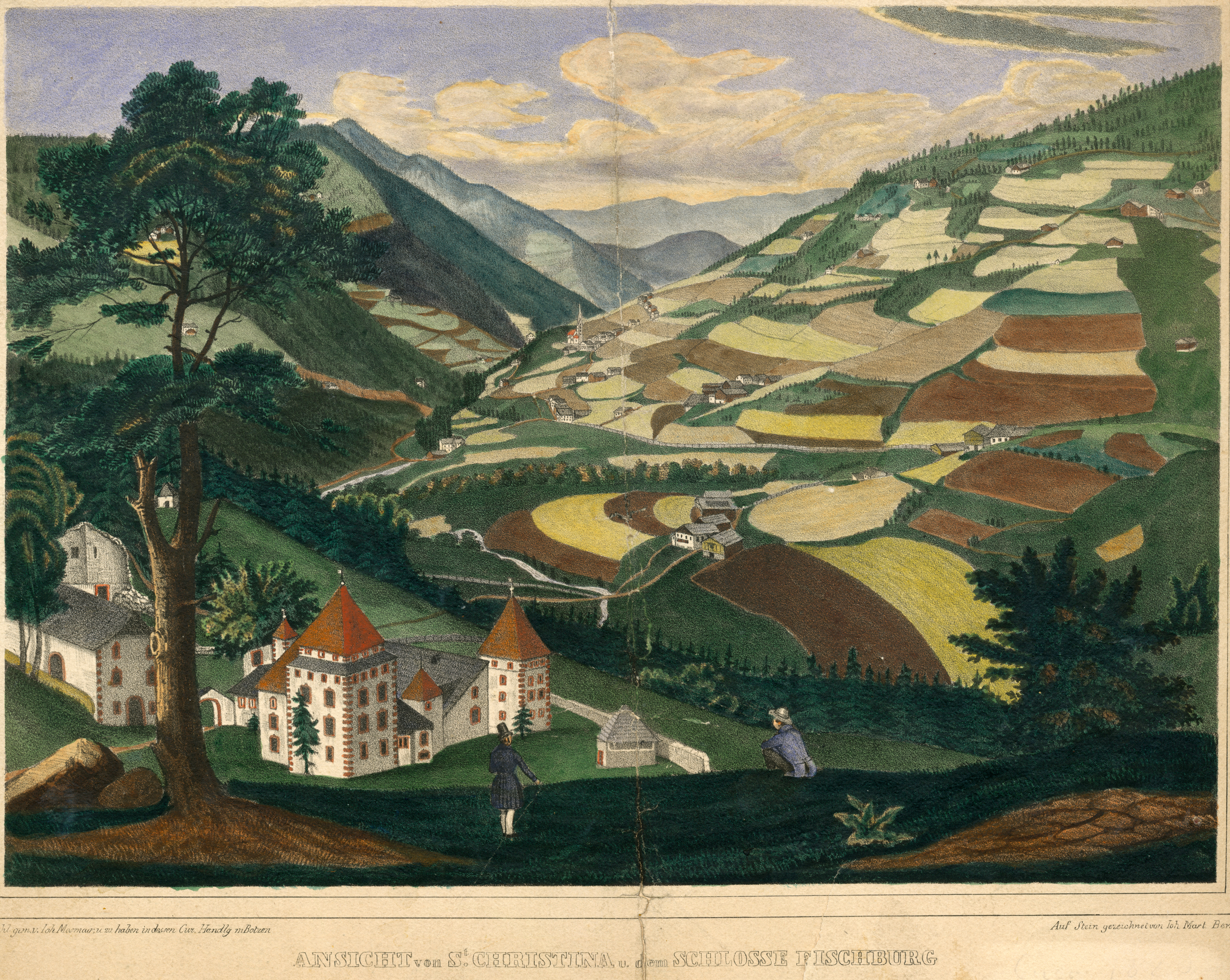
Il Castel Gardena con il paese di Santa Cristina sullo sfondo in una stampa di Johann Mosmair, disegno di Johann Martin Benz del 1840 ca.

Il castello fu costruito nel 1641 dai Conti di Wolkenstein verosimilmente con l'intervento progettuale nel 1625 dello scultore-architetto Hans Reichle del Schongau, allievo del Gianbologna, allo scopo abitativo e come castello da caccia in stile rinascimentale, pur mostrando alcune caratteristiche di fortificazione. Il nome tedesco Fischburg deriva dal fatto che il conte aveva costruito nei paraggi una serie di laghetti nei quali allevava le trote che si dilettava a pescare. Il castello è situato a ridosso del pendio boschivo sul quale sono tracciati gli impianti sciistici Saslong di Selva e di Santa Cristina.
Il castello appartiene attualmente alla famiglia del Barone Andrea Franchetti, che lo abita nel periodo estivo. Per questo motivo il castello non è visitabile, seppur d'estate in occasione del Valgardenamusika, si tengano dei concerti o mostre nel suo cortile..

## Curiosità

Il castello sul lato ovest

- Il castello e il campanile della chiesa del paese rientrano nello stemma del paese.